# Domenico Alberti
Domenico Alberti (* ~ 1710 Veneția, † ~ 1740 Roma) a fost un compozitor italian.
1. ↑  Domenico Alberti, Trove, accesat în 9 octombrie 2017
2. ↑  Autoritatea BnF, accesat în 10 octombrie 2015
3. ↑  Domenico Alberti, National Library of Portugal
4. ↑  Domenico Alberti, Gran Enciclopèdia Catalana
5. ↑  „Domenico Alberti”, Gemeinsame Normdatei, accesat în 14 octombrie 2015
6. ↑  Die Musik in Geschichte und Gegenwart, accesat în 18 iunie 2018
7. ↑  Autoritatea BnF, accesat în 10 octombrie 2015
8. ↑  „Domenico Alberti”, Gemeinsame Normdatei, accesat în 17 aprilie 2015